# Lincolnshire, Illinois
Lincolnshire är en ort (village) i Lake County, i delstaten Illinois, USA. Enligt United States Census Bureau har orten en folkmängd på 7 303 invånare (2011) och en landarea på 11,9 km².